# ISO 3864

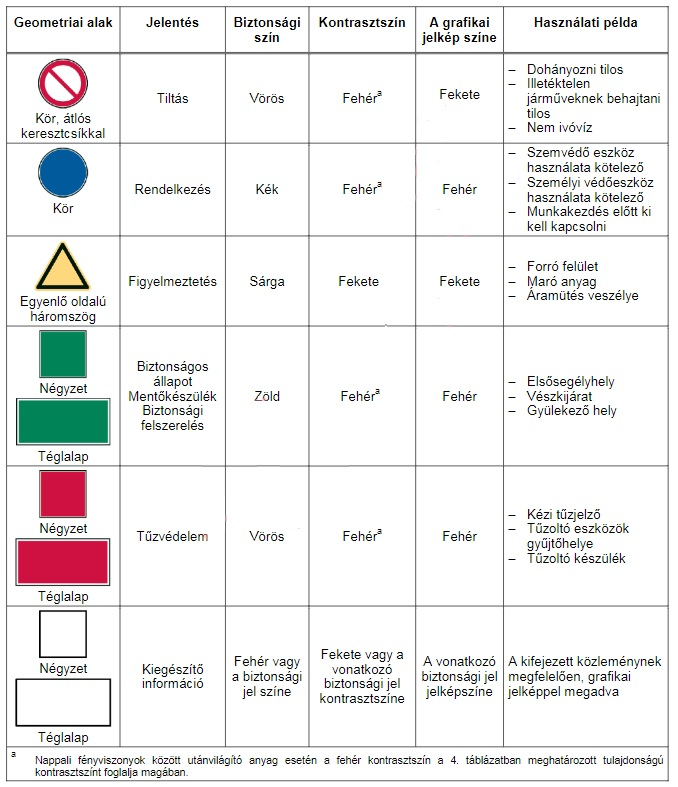
Formas geométricas y colores de seguridad, significado general de los colores contrastantes.

ISO 3864 especifica un estándar internacional para señales de seguridad y advertencias en lugares de trabajo e instalaciones públicas. Estas etiquetas son gráficas, para superar las barreras lingüísticas. El estándar se divide en cuatro partes:
- ISO 3864-1:2011 Parte 1: Principios de diseño para señales de seguridad y seguridad.
- ISO 3864-2:2016 Parte 2: Principios de diseño para etiquetas de seguridad en productos.
- ISO 3864-3:2012 Parte 3: Principios de diseño para símbolos gráficos para su uso en señales de seguridad.
- ISO 3864-4:2011 Parte 4: Propiedades colorimétricas y fotométricas de materiales de señales de seguridad.

## Colores
Estos son los colores especificados en el estándar ISO 3864-4 en el estándar de color RAL.
| Significado                         | Nombre RAL       | Número RAL | RGB Hex |
| ----------------------------------- | ---------------- | ---------- | ------- |
| Advertencia                         | Amarillo señales | 1003       | #F9A800 |
| Prohibición/Equipo contra incendios | Rojo señales     | 3001       | #9B2423 |
| Obligación                          | Azul señales     | 5005       | #005387 |
| Condición de seguridad              | Verde señales    | 6032       | #237F52 |
| Color de fondo y símbolos           | Blanco señales   | 9003       | #ECECE7 |
| Color de símbolos                   | Negro señales    | 9004       | #2B2B2C |

En adición, el estándar ISO 3864-2:2016 le asigna a los siguientes colores el correspondiente nivel de riesgo.  El estándar añade  "Naranja" como color incremental a la paleta de arriba.
| Significado           | Color de fondo del panel | Color de contraste | Definición                                       | RGB Hex |
| --------------------- | ------------------------ | ------------------ | ------------------------------------------------ | ------- |
| Nivel bajo de riesgo  | Amarillo                 | Negro              | RAL 1003 [según ISO 3864-4]                      | #F9A800 |
| Nivel medio de riesgo | Naranja                  | Negro              | RAL 2010, Munsell 2,5YR6/14G, o Munsell 5YR6/15G | #D05D29 |
| Nivel alto de riesgo  | Rojo                     | Blanco             | RAL 3001 [según ISO 3864-4]                      | #9B2423 |

## Estándares relacionados
El estándar correspondiente estadounidense es ANSI Z535.  ANSI Z535.1 también usa múltiples niveles de peligro, incluyendo amarillo (Pantone 109) para mensajes de 'precaución', y naranja (Pantone 151) para mensajes más fuertes de 'advertencia'.  Igual que ISO 3864, ANSI Z535 incluye múltiples secciones: ANSI Z535.6-2006 define un texto acompañante opcional en uno o más idiomas.
ISO 3864 se extiende en ISO 7010, que define un conjunto de símbolos basado en los principios y propiedades especificadas en ISO 3864.